# Terutung Megare Lawe Pasaran
Terutung Megare Lawe Pasaran is een bestuurslaag in het regentschap Aceh Tenggara van de provincie Atjeh, Indonesië. Terutung Megare Lawe Pasaran telt 319 inwoners (volkstelling 2010).